# Palais royal de Valladolid
Le palais royal de Valladolid était la résidence officielle des rois d'Espagne pendant la période de présence de la cour dans la ville de Valladolid entre 1601 et 1606. Il était également une résidence temporaire du règne de Charles Quint à Isabelle II. Il fut le quartier général de Napoléon Ier pendant la guerre d'indépendance espagnole en janvier 1809 (depuis le 6 jusqu'au 17) où il a établi et d'où il est reparti à ses guerres d'Europe centrale.

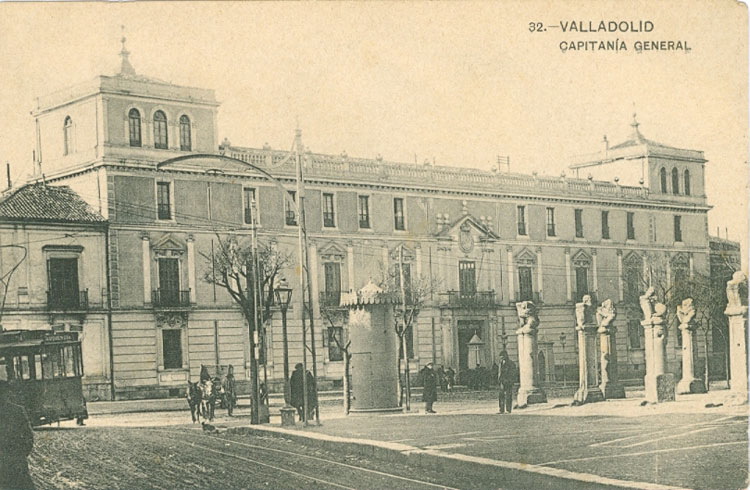
Carte postale du palais, début du XXe siècle.

Il est actuellement occupé par l'armée de terre espagnole.

## Traduction
- (en) Cet article est partiellement ou en totalité issu de l’article de Wikipédia en anglais intitulé « Valladolid Royal Palace » (voir la liste des auteurs).